# アイシテル (美元智衣のアルバム)
『アイシテル』は、美元智衣の2作目の配信限定ミニアルバム。

## 内容
美元による配信限定ミニアルバム第2弾。

## 収録曲
1. アイシテル
2. 願い雪
3. My Special Road
4. わたしの花
5. 夢
6. アイリス
7. 君と過ごした季節（シーズン）

作詞・作曲：美元智衣(#ALL)
編曲：池田大介(#1 - 6)、Jamie Nakamura(#7)